# Struganie
Struganie, gwarowo heblowanie - metoda obróbki skrawaniem polegająca na wiórowym usuwaniu materiału przez jednoostrzowe narzędzie wykonujące ruch prostoliniowy przerywany.

## Klasyfikacja
Ze względu na ruch narzędzia i przedmiotu obrabianego wyróżnia się trzy rodzaje strugania:
- struganie wzdłużne - narzędzie i przedmiot obrabiany poruszają się w tym samym kierunku, wykonywane na strugarkach wzdłużnych;
- struganie poprzeczne - narzędzie wykonuje ruch roboczy prostopadle do skokowo poruszającego się przedmiotu obrabianego, wykonywane na strugarkach poprzecznych;
- struganie pionowe (dłutowanie) - detal porusza się jak w struganiu poprzecznym, a narzędzie wykonuje ruch roboczy w kierunku pionowym, wykonywane na dłutownicach.

Struganie i dłutowanie stosuje się do wykonywania otworów, krzywek, uzębienia kół zębatych oraz do obróbki zgrubnej powierzchni płaskich i kształtowych. 
W stolarstwie i ciesielstwie stosuje się również struganie narzędziem ręcznym zwanym strugiem.